# Movilița (Constanța)
Movilița (antiguamente Musurat) es una localidad rumana de la comuna de Topraisar, en el condado de Constanța.

## Toponimia
El antiguo nombre del lugar puede encontrarse escrito con grafías como Musurat.  Pasó a llamarse Movilița.

## Historia
Hacia comienzos del siglo XX, la localidad, que ya por entonces pertenecía al condado de Constanța, formaba parte de la comuna homónima de Musurat, de la cual era capital, y tenía contabilizada una población de 703 habitantes, en su mayor parte turcos.
En la segunda mitad del siglo XX la localidad había pasado a formar parte de la comuna de Topraisar. En el censo de 2021 la localidad tenía una población de 1211 habitantes.